# Karancsság
Karancsság (szlovákul: Karančák vagy Karančšág) község Nógrád vármegyében, a Salgótarjáni járásban.

## Fekvése
Salgótarjántól északnyugatra, Szalmatercs, Ságújfalu, Karancskeszi és Nógrádmegyer közt fekszik. Északkelet felől a Karancs hegység, délről a Cserhát vonulatai szegélyezik. A Novohrad-Nógrád UNESCO Globális Geopark települése.

### Megközelítése
Csak közúton érhető el, a 22-es főúton, amely a belterületének déli széle mellett halad el; központján a 22 114-es számú mellékút húzódik végig
A községet érintő helyközi autóbuszvonalak: 1010, 3072, 3080, 3081, 3082.

## Története

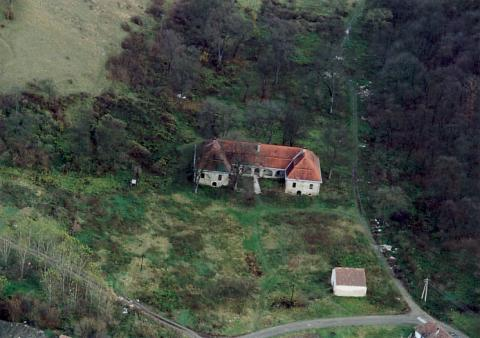
Kubinyi-Prónay-kastély

Karancsság és környéke már a honfoglalás előtt is lakott hely volt, ezt bizonyítják az itt talált különböző, a földből előkerült használati tárgyak is. A település első írásos említése a 13. századból származik. Karancsság eredetileg a Záh nemzetség ősi birtoka volt. A 14. század első felében Záh Felicián birtoka volt, aki 1330. április 17-én a királyi család ellen elkövetett véres merénylete következtében életét vesztette, összes javait, köztük e települést is, elkobozták, és azok a koronára szálltak. 1332-ben Károly Róbert király e helységet is az Ákos nemzetségbeli Cselen fia Sándor fia János királynéi étekfogó mesternek, a Méhi család ősének adományozta. 1332-1337-ben a pápai tizedjegyzék szerint az itteni római katolikus plébánia már fennállt.
Később, 1348-ban I. Lajos király a települést vásártartási joggal is felruházta. 1398-ban Méhi Jakab fia János volt a helység földesura, 1471-ben pedig Sághy László birtoka volt. 1548-ban Balassa Zsigmond és 1660-ban Balassa Imre divényi uradalmához tartozott.
1715-ben 10, 1720-ban 12 magyar háztartását vették fel. 1770-től Kubinyi Gáspár volt a földesura, az 1900-as évek elején pedig gróf Lónyay Margitnak, báró Prónay Szilveszter Gábornak, báró Prónay Rózának és Irmának volt itt nagyobb birtoka és az utóbbiaké volt az egykori Kubinyi-féle kastély is, melyet Kubinyi Gáspár 1794-ben építtetett. 1873-ban nagy kolerajárvány pusztított a helységben, 1874-ben pedig a falu nagyobb része leégett.
1892-ben épült fel a falu mostani temploma, az 1891-ben lebontott és jellemzően érdekes román stílusú templom helyén. A település 18. századbeli kápolnáját, mely a hagyomány szerint Záh Feliciánnak a község határában hajdan fennállt várának a köveiből épült. Karancsság egyik határbeli hegyét Egyházhegy-nek nevezik; ennek oldalán épült a templom.
A falu 20. század elején Nógrád vármegye Szécsényi járásához tartozott. 1910-ben 1253 lakosából 1251 magyar volt. Ebből 1197 római katolikus, 37 evangélikus, 17 izraelita volt.

## Közélete

### Polgármesterei
- 1990–1994: Gréczi-Zsoldos Miklós (független)[4]
- 1994–1998: Gréczi-Zsoldos Miklós (független)[5]
- 1998–2002: Gréczi-Zsoldos Miklós (független)[6]
- 2002–2006: Tóth Tihamér (független)[7]
- 2006–2010: Tóth Tihamér Sándor (független)[8]
- 2010–2014: Tóth Tihamér Sándor (független)[9]
- 2014–2019: Tóth Tihamér Sándor (független)[10]
- 2019–2024: Oláh Nándorné (független)[11]
- 2024– : Oláh Nándorné (független)[1]

## Népesség
A település népességének változása:
| Lakosok száma | 1242 | 1251 | 1274 | 1224 | 1212 | 1229 | 1185 |
|               | 2013 | 2014 | 2015 | 2021 | 2022 | 2023 | 2024 |

2001-ben a település lakosságának 77%-a magyar, 23%-a cigány nemzetiségűnek vallotta magát.
A 2011-es népszámlálás során a lakosok 93,1%-a magyarnak, 51,7% cigánynak, 0,2% románnak mondta magát (6,9% nem nyilatkozott; a kettős identitások miatt a végösszeg nagyobb lehet 100%-nál). A vallási megoszlás a következő volt: római katolikus 80,6%, református 0,6%, evangélikus 0,4%, görögkatolikus 0,2%, felekezeten kívüli 4,3% (10,5% nem nyilatkozott).
2022-ben a lakosság 93,2%-a vallotta magát magyarnak, 14,8% cigánynak, 0,2% románnak, 0,1% örménynek, 1,2% egyéb, nem hazai nemzetiségűnek (6,8% nem nyilatkozott; a kettős identitások miatt a végösszeg nagyobb lehet 100%-nál). Vallásuk szerint 46,4% volt római katolikus, 1,2% református, 0,4% evangélikus, 0,2% görög katolikus, 0,1% izraelita, 1,3% egyéb keresztény, 0,4% egyéb katolikus, 3,9% felekezeten kívüli (46,2% nem válaszolt).

## Nevezetességei
- A Kubinyi-Prónay-kastély 1794-ben épült késő barokk stílusban. Kubinyi Gáspár volt az építtető, a kastély később a Prónay családé lett.[15]
- A Szent István király tiszteletére felszentelt római katolikus templom 1891–92-ben épült neoromán stílusban Elszner Ferenc mérnök tervei alapján a korábbi templom helyén, tornya 41 méter magas. Két harangja van: a nagyobbikat 1800-ban öntötte Stephanides Benjámin Losoncon, és Szent Ignác névvel illetik, míg a kisebbik, Szent István királynak nevezett harangot az 1923-ban készült, de megrepedt elődje pótlására 1981-ben készítette Őrbottyánban Gombos Lajos harangöntő. A templom orgonáját Angster József és fia építette 1911-ben. Az épület mellett évszázadok óta temető található.[16]

## Ismert személyek
- Itt volt káplán pályája korai szakaszában Gürtler Dénes későbbi esperes-plébános, felvidéki magyar politikus, szlovákiai nemzetgyűlési és magyarországi országgyűlési képviselő.